# 来日
| ウィキペディアには「来日」という見出しの百科事典記事はありません（タイトルに「来日」を含むページの一覧/「来日」で始まるページの一覧）。 代わりにウィクショナリーのページ「来日」が役に立つかもしれません。 |